# Пучін Сергій Володимирович
Сергій Володимирович Пучін — старший солдат Збройних Сил України, учасник російсько-української війни, що загинув у ході російського вторгнення в Україну в 2022 році.

## Життєпис
Сергій Пучін народився 13 січня 1988 року в Кривому Розі Дніпропетровської області. Проживав у мікрорайоні Сонячний, навчався у загальноосвітній школі № 119 Саксаганського району. Деякий час працював у Чехії. Після повернення додому у 2020 році підписав контракт із ЗСУ. Ніс військову службу в складі 93-го окремій механізованій бригаді «Холодний Яр». Після перебування на навчанні у Дніпрі брав участь у бойових діях на сході України в складі Операції Об'єднаних Сил. З початком російського вторгнення в Україну був мобілізований як резервіст першої черги військкоматом в Інгулецькому районі. Відразу перебував на передовій, брав участь у боях на Харківщині. Загинув 19 квітня 2022 року від вибухового поранення в Лозовій Харківської області. Чин прощання відбувся 1 травня 2022 року в рідному місті. Поховали Сергія Пучіна на Алеї слави кладовища Південного гірничо-збагачувального комбінату.

## Родина
У загиблого залишилися брат Олександр (також військовослужбовець), двоє племінників (старший — військовослужбовець), невістка і дядько.

## Нагороди
- Орден «За мужність» III ступеня (2022, посмертно) — за особисту мужність і самовіддані дії, виявлені у захисті державного суверенітету та територіальної цілісності України, вірність військовій присязі[5].